# Ozero Drogovo
Ozero Drogovo (ryska: Озеро Дрогово) är en sjö i Belarus.   Den ligger i voblasten Vitsebsks voblast, i den norra delen av landet, 220 km nordost om huvudstaden Minsk. Ozero Drogovo ligger 134 meter över havet. Arean är 0,23 kvadratkilometer. Den sträcker sig 0,6 kilometer i nord-sydlig riktning, och 0,5 kilometer i öst-västlig riktning.
I omgivningarna runt Ozero Drogovo växer i huvudsak blandskog. Runt Ozero Drogovo är det ganska tätbefolkat, med 72 invånare per kvadratkilometer.